# Gawłowskie
Gawłowskie lub Polana Gawłowska – polana w Grupie Lipowskiego Wierchu i Romanki w Beskidzie Żywiecko-Orawskim. Znajduje się na szczycie Bacmańskiej Góry i na grzbiecie łączącym ją z Boraczym Wierchem w granicach wsi Złatna w województwie śląskim, w powiecie żywieckim w gminie Ujsoły.
Polana była dawniej pasterską halą, a jej nazwa pochodzi od imienia Gaweł. Od dawna już nieużytkowana polana zarasta borówczyskami i lasem. Jej środkiem oraz grzbietem Bacmańskiej Góry biegnie droga leśna łącząca ją z wyżej położoną halą Bacmanią oraz niżej położoną drogą leśną do zwózki drzewa (tzw. stokówką). Przez Gawłowskie nie prowadzi żaden szlak turystyczny, niebieski szlak ze Złatnego na Rysiankę prowadzi wschodnim stokiem Bacmańskiej Góry poniżej hali Gawłowskie.